# Bourse du travail de Paris
Bourse du travail de Paris (tj. Pařížská burza práce) je veřejná instituce města Paříže. Její sídlo se nachází v ulici Rue du Château-d'Eau v 10. obvodu. Burza práce poskytuje poradenské služby zaměstnancům při hledání pracovního místa.

## Sídlo
Hlavní budova burzy sídlí v domě č. 3 na Rue du Château-d'Eau v 10. obvodu. Budovu postavil v letech 1888–1896 městský architekt Joseph-Antoine Bouvard (1840–1920). Hlavní fasáda v novorenesančním stylu je zdobená korintskými pilastry.
Burza má ještě pobočky ve 3. obvodu v Rue Charlot a v Rue de Turbigo.